# FC Versailles 78
Football Club de Versailles 78, ook wel bekend als FC Versailles of Versailles, is een Franse voetbalclub uit Versailles, Île-de-France.

## Geschiedenis

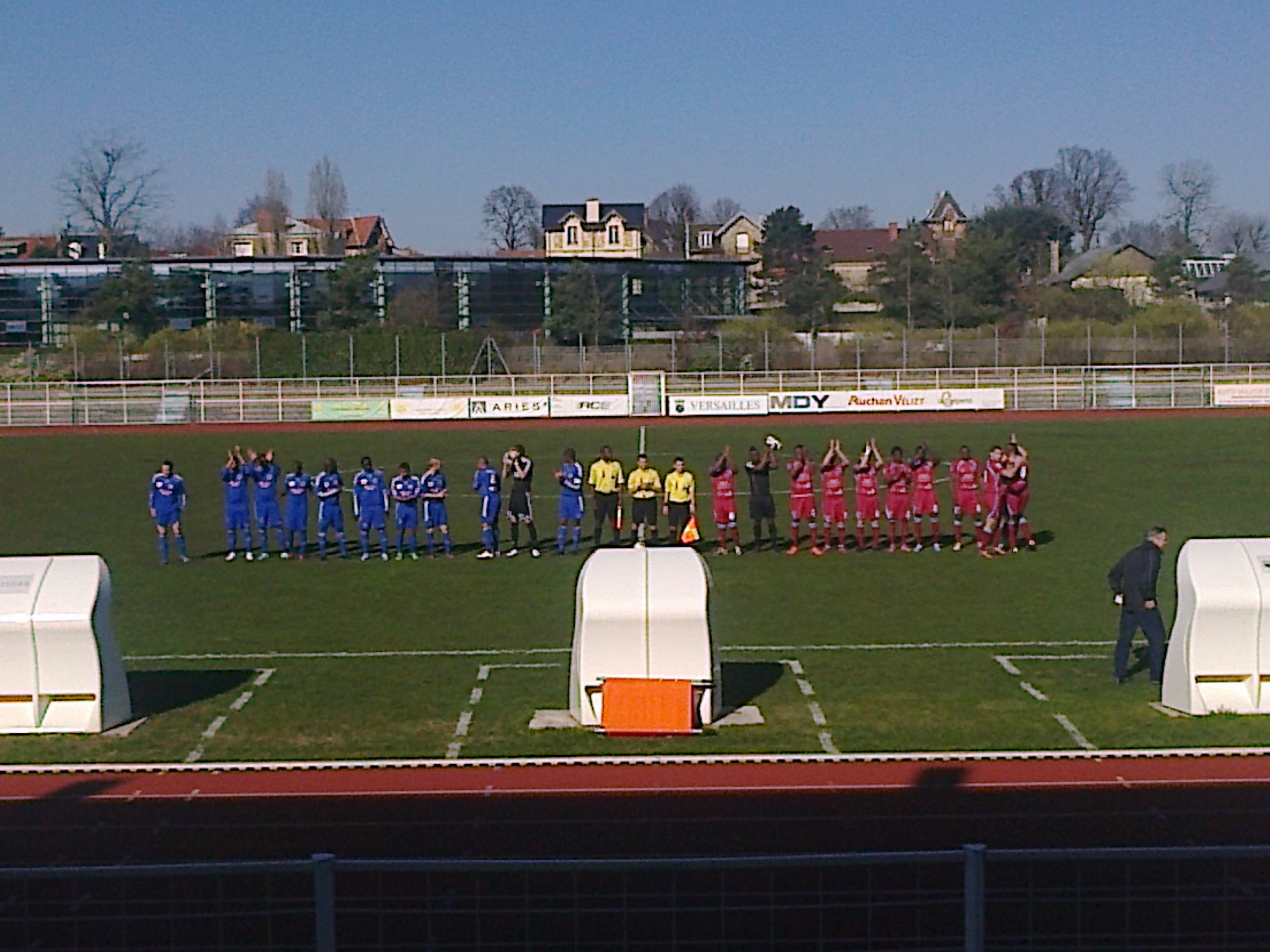
Versailles tegen Les Mureaux, 2014

De club werd opgericht in 1989 na een fusie tussen Racing Club Versailles en Companion Sports Versailles. Het nam de plaats over van Racing Club in de Division 3. In haar eerste seizoen degradeerde de club naar de Division 4. Daar verging het de club beter met tweemaal een achtste en eenmaal een zesde plaats op de ranglijst. In 1993 werd Versailles toegelaten in de nieuwe National 3. Zij eindigde hierin als tweede, achter Le Mans B, en promoveerde.
In de National 2 had Versailles het moeilijk en degradeerde het na een seizoen eindigend op de zeventiende plaats. Het keerde een niveau lager terug en behaalde middenmoot eindklasseringen in de volgende twee seizoenen.
In 1997 werd de competitie hervormd en ging de club in de CFA 2 spelen, de vijfde klasse. Na twee seizoenen degradeerde de club naar de DH Paris. In 2005 degradeerde de club nog verder. Na een titel in 2010 keerde de club terug naar de DH Paris. In 2017 promoveerde de club dankzij competitiehervorming naar de Championnat National 3. In 2020 en in 2022 promoveerde de club opnieuw, waardoor het vanaf het seizoen 2022/23 uit zou komen in de Championnat National. Ook bereikte het in 2022 verrassend de halve finale van de Coupe de France door onder andere Toulouse uit te schakelen. De halve finale werd met 2-0 verloren van Nice.

## Erelijst

### Nationaal
- Championnat National 2: 2021/22
- Division 4: 1985/86 (F)
- Championnat National 3: 2019/20
- Division d'Honneur: 1984/85, 2016/17
- Division Supérieure Régionale: 2009/10 (A)

## Stadion
Stade de Montbauron in Versailles fungeert als thuisbasis van de club. Het heeft een capaciteit van 7.545 toeschouwers. Gedurende het seizoen 2022/23 speelde de club enkele malen in Stade Jean-Bouin, omdat UNESCO het gebruik van schijnwerpers verbied op zo'n korte afstand van het Kasteel van Versailles.

## Bekende (oud-)Blues

### Spelers
- Charles Itandje
- Jermaine Lens
- Chris-Kévin Nadje
- Jérôme Rothen

### Trainers
- Jean-Luc Vasseur

Aubagne ·
Boulogne · 
Bourg-en-Bresse 01 · 
Châteauroux ·
Concarneau ·
Dijon · 
Le Mans ·
Nancy · 
Nîmes ·
Orléans ·
Paris 13 Atletico · 
Quevilly-Rouen ·
Rouen · 
Sochaux ·
Valenciennes ·
Versailles ·
Villefranche